# Hypoblema
Hypoblema is een geslacht van schimmels behorend tot de familie Lycoperdaceae. De typesoort is Hypoblema lepidophorum.

## Soorten
Volgens Index Fungorum bevat het geslacht twee soorten (peildatum oktober 2020):
| Soortnaam              | Auteur(s)              | Publicatiejaar |
| ---------------------- | ---------------------- | -------------- |
| Hypoblema lepidophorum | (Ellis & Everh.) Lloyd | 1902           |
| Hypoblema negrii       | Mattir.                | 1924           |